# 昆蟲恐懼症
昆蟲恐懼症，是一種特定的動物恐懼症，其特徵是對一種或多種昆蟲過度或不切實際的恐懼（厭惡），被《精神疾病診斷與統計手冊第五版》歸類為恐懼症
。具體害怕的物種可以包括蟑螂、蜜蜂、螞蟻、飛蛾等等。有研究指出，6%的美國人有昆蟲恐懼症。